# The Last Truck: Closing of a GM Plant
The Last Truck: Closing of a GM Plant ist ein US-amerikanischer Dokumentar-Kurzfilm von Steven Bognar und Julia Reichert aus dem Jahr 2009, produziert für HBO Films. Er wurde bei der 82. Oscarverleihung 2010 in der Kategorie „Bester Dokumentar-Kurzfilm“ nominiert. Der Film behandelt die Schließung von Moraine Assembly, einer Automobilfabrik von General Motors in Moraine, am 23. Dezember 2008.
Reichert und Bognar sprachen während sechs Monaten mit mehreren hundert der insgesamt knapp 3.000 Mitarbeiter der Fabrik, die aufgrund der Schließung ihren Arbeitsplatz verlieren werden. Da sie keinen Zugang zu den Produktionshallen hatten, um dort zu filmen, statteten sie Arbeiter mit Flip Video Mino-Minikameras aus. So konnten Aufnahmen von einigen der letzten dort produzierten Fahrzeuge erlangt werden. Im Film gibt es keinen Erzähler, vor allem werden O-Töne von Arbeitern aus den Interviews eingespielt.